# Melissa (datorvirus)
Melissa var ett makrovirus för versionerna Microsoft Word 97 och 2000, som främst spreds genom e-post. Det upptäcktes i mars 1999. 

## Påverkan

### Spridning
Viruset spreds främst genom bifogade infekterade Worddokument som skickades ut med e-post. Meddelandena hade då texten "Important message from användarnamn" i ärenderaden. Då användaren öppnade bilagan, kontrollerade viruset Windows register efter en nyckel som angav om systemet redan var smittat (för att minska risken för upptäckt).
Om systemet inte var smittat skickade viruset ut 50 nya meddelanden till e-postadresser tagna ur Microsoft Outlooks adresslista. Därigenom smittades de av dessa 50 datorer som använde Microsoft Word 97 eller 2000 tillsammans med Microsoft Outlook.
Smittan kunde även spridas på andra sätt, till exempel genom att smittade Worddokument och -mallar lagrades på ett lokalt nätverk och öppnades därifrån, eller via flyttbara datamedier som disketter eller cd-romskivor.

### Andra effekter
Melissaviruset stängde av inställningar i Word som varnade användaren för riskerna med att öppna dokument som bifogats e-post. Detta innebar att risken ökade för att användarens dator skulle smittas av andra hot.
Den omfattande e-posttrafik som blev följden av Melissasmittan gjorde att ett stort antal e-postservrar över hela världen slogs ut på grund av överbelastning. Viruset orsakade förstörelse för över 1 miljard dollar.

## Motåtgärder
Genom samarbete mellan främst FBI, polisen i New Jersey, Monmouth Internet och en svensk dataexpert lyckades man spåra viruset tillbaka till den 31-årige amerikanske programmeraren David L. Smith. Den 10 december 1999 förklarade han sig skyldig till att ha skapat viruset och dömdes till 5 000 dollar i böter och tio års fängelse, varav 20 månader avtjänades. 